# Mourneview Park
Der Mourneview Park ist ein Fußballstadion in der nordirischen Stadt Lurgan, Vereinigtes Königreich. Er ist die Heimspielstätte des Fußballvereins Glenavon FC aus der NIFL Premiership.

## Geschichte

### 1895–1950
Die Anlage wurde im September 1895 mit einem Spiel des Glenavon FC gegen die Linfield Swifts eingeweiht. Damals war es nicht mehr als ein Rasen. Um 1900 wurde aus Holz eine sechs Reihen zählende Sitzplatztribüne geschaffen. Sie war ungefähr so lang, wie 1/3 der Spielfeldlänge. Später wurden links und rechts des Mittelstücks Flügel gebaut, sodass die Tribüne nun eine Seite des Rasens deckte und etwa 600 Sitzplätze zählte. 1924 wurde das Grundstück vom Glenavon FC gekauft. In den 1930er und Anfang der 1940er Jahre wurden im Stadion auch Windhundrennen veranstaltet.

### 1950–1990
Während der Saison 1950/51 wurde ein kleiner Ausbau vollstreckt. Es wurde z. B. eine Mauer gebaut, die das Feld umgab und immer noch umgibt (1977 wurde ein Zaun hinzugefügt). Die ersten Stehplätze wurden 1954 ermöglicht. Dabei handelte es sich um aufgeschüttete Grashügel auf allen noch freien Seiten. Im Laufe der 1960er wurden diese zu Stehplatztribünen erweitert und bis 1992 immer wieder ausgebaut. 1987 wurde wie in allen anderen irischen Stadien eine Flutlichtanlage installiert.

### Seit 1990
Die aktuelle Haupttribüne stammt aus dem Jahr 1993 und bietet 1247 Zuschauern in 10 Reihen einen Sitzplatz. 2001 wurden in der Heimtribüne, dem Glenavon Crescent End, Sitzplätze ermöglicht. Doch auf Wunsch einiger Fans blieben ein paar Stehplätze unangetastet. 2002 wurde dann eine neue Flutlichtanlage installiert, die von nicht wenigen für die beste in ganz Irland gehalten wird.

## Beschreibung
Zum Mourneview Park zählen noch mehrere Gebäude wie eine Sporthalle und das Vereinsheim.
Das Stadion fasst 5000 Plätze, darunter 3700 Sitzplätze. Es ist – bis auf die Stehplatztribüne – komplett überdacht. Folgende Tribünen sind vorhanden:
- Haupttribüne (überdacht, Sitzplätze)
- Gegengerade (überdacht, Sitzplätze)
- Hintertortribüne 1 (überdacht, Sitzplätze)
- Hintertortribüne 2 (nicht überdacht, Stehplätze)

## Sonstiges
Seamus Heaney schreibt in einem seiner Gedichte:
Colour; or the vision of Mourneview
Zu deutsch Farbe; oder das Traumbild von Mourneview
Er bezieht sich darauf auf den Anblick des Stadions von einem Aussichtspunkt. Von dort sieht man, wie die gelben Treppen, die blauen Sitze und der graue Beton ein eindrucksvolles Bild abgeben.